# Agropyron fragile
Agropyron fragile là một loài thực vật có hoa trong họ Hòa thảo. Loài này được (Roth) P.Candargy mô tả khoa học đầu tiên năm 1901.

## Hình ảnh

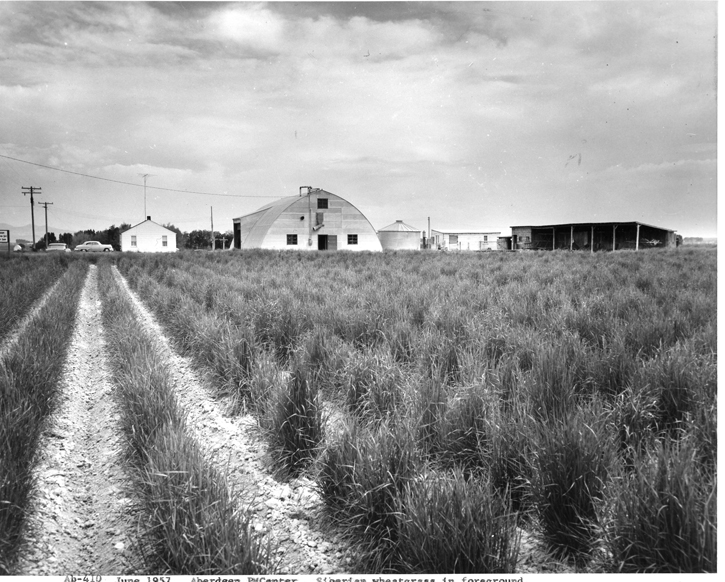